# Florin Wagner
Florin Simone Wagner (Dresda, 16 settembre 1994) è una calciatrice tedesca, di ruolo centrocampista.

## Carriera
A 17 anni Wagner gioca per il neopromosso Lokomotive Lipsia per la stagione 2011-2012, facendo il suo debutto in Frauen-Bundesliga, il massimo livello del campionato tedesco femminile di calcio, il 28 agosto 2011 nell'incontro per 4-0 con le avversarie del 1. FFC Francoforte. Condivide con le compagne la difficile stagione che vede la squadra classificarsi all'ultimo posto in campionato e ritornare in 2. Frauen-Bundesliga. Wagner rimane anche la stagione successiva, dove la squadra ottiene un'agevole salvezza classificandosi al sesto posto in campionato, tuttavia a causa di problemi finanziari la società decise di chiudere la sezione femminile.
Come conseguenza l'intero blocco del Lokomotive Lipsia femminile diede origine a una nuova società, l'FFV Lipsia interamente femminile, che si iscrisse alla stagione 2013-2014. Wagner scende in campo 13 volte in campionato, dove ottiene l'ultimo posto utile per non retrocedere, e 2 in Coppa, siglando una rete in entrambi i tornei.
Durante il calciomercato estivo 2014 coglie l'occasione per giocare il suo primo campionato all'estero, scegliendo quello svizzero, sottoscrivendo un accordo con il Lucerna e giocando in Lega Nazionale A per la prima parte della stagione 2014-2015. La stagione successiva si trasferisce al Neunkirch, condividendo il percorso che vede la squadra raggiungere la seconda posizione in LNA 2015-2016.
Esauriti gli obblighi contrattuali con il Neunkirch, Nell'estate 2016 trova un accordo con lo Sparta Praga, squadra che grazie al suo secondo posto in I. liga žen accede all'edizione 2016-2017 della UEFA Women's Champions League. Wagner ha così l'occasione di debuttare per la prima volta nel torneo organizzato dalla Union of European Football Associations e destinato ai club europei di calcio femminile. Il percorso della squadra ceca si interrompe ai sedicesimi di finale, eliminata dalle olandesi del Twente. Sfumata l'opportunità Champions decide di svincolarsi durante il successivo calciomercato invernale.
All'inizio del 2017 Wagner sottoscrive un contratto con l'Åland United, società con sede a Lemland, per giocare in Naisten Liiga, il livello di vertice del campionato finlandese. Durante il campionato viene impiegata in 15 incontri su 18, siglando 4 reti, contribuendo far raggiungere alla squadra l'ottavo posto e l'ultimo che le garantisce la salvezza. 
A campionato concluso decide di trasferirsi in Canada per iscriversi all'Università di Manitoba con sede a Winnipeg, dove entra anche nel programma sportivo (Manitoba Bisons Athletics) giocando con la formazione di calcio femminile universitario dall'agosto al dicembre 2017.
Nel corso del successivo calciomercato invernale Wagner sottoscrive un accordo con l'AGSM Verona per giocare il suo primo campionato italiano in carriera. Fa il suo esordio in Serie A il 10 marzo 2018, alla 15ª giornata, nell'incontro perso 2-0 con la Juventus e sigla la sua prima rete nonché la sua prima doppietta due giornate più tardi, il 24 marzo, fissando il risultato sul 3-0 vincendo sulla Res Roma. Wagner conclude la stagione con 3 reti realizzate su 8 incontri di campionato.
La stagione successiva, dopo che la precedente società ha ceduto il titolo sportivo, rimane nel capoluogo scaligero trovando un accordo con il Verona per la stagione entrante. Il tecnico Sara Di Filippo la impiega in 19 incontri di campionato, condividendo il difficile percorso della squadra che fatica ad uscire dalla parte bassa della classifica terminando al decimo posto, l'ultimo utile per la salvezza.
Durante il successivo calciomercato estivo si trasferisce in un nuovo campionato estero, trovando un accordo con il Fart, appena ritornata in Toppserien, per giocare la seconda parte del campionato norvegese 2019.
Ad inizio 2020 ritorna in Italia, accordandosi con la Florentia S.G., in Serie A. Nell'estate 2021, dopo essere stata svincolata dal Florentia San Gimignano, che aveva ceduto il titolo sportivo di Serie A alla Sampdoria, si è trasferita proprio alla Sampdoria.
Nella stagione 2021-2022 veste la maglia blucerchiata alla guida tecnica di Antonio Cincotta, condividendo con le compagne una stagione positiva terminata con il sesto posto, con la salvezza della squadra, e maturando 10 presenze in campionato e una rete, quella che apre le marcature nella vittoria interna per 2-0 sulla Fiorentina, alle quali di aggiungono le 2 presenze in Coppa Italia.
All'inizio della stagione successiva Wagner non rientra più nei piani della squadra genovese risultando svincolata. Ritorna al calcio giocato in Italia dopo che durante la sessione invernale di calciomercato ottiene un accordo con la Torres disputando la seconda parte del campionato di Serie B 2022-2023. Per la stagione 2023-24 si è trasferita alla Ternana, continuando a giocare in Serie B.

## Statistiche

### Presenze e reti nei club
Statistiche aggiornate al 15 ottobre 2023.
| Stagione                       | Squadra                        | Campionato                     | Campionato | Campionato | Coppe nazionali | Coppe nazionali | Coppe nazionali | Coppe continentali | Coppe continentali | Coppe continentali | Altre coppe | Altre coppe | Altre coppe | Totale | Totale |
| Stagione                       | Squadra                        | Comp                           | Pres       | Reti       | Comp            | Pres            | Reti            | Comp               | Pres               | Reti               | Comp        | Pres        | Reti        | Pres   | Reti   |
| ------------------------------ | ------------------------------ | ------------------------------ | ---------- | ---------- | --------------- | --------------- | --------------- | ------------------ | ------------------ | ------------------ | ----------- | ----------- | ----------- | ------ | ------ |
| 2017                           | Åland United                   | NL                             | 15         | 4          | CF              | ?               | ?               |                    | -                  | -                  |             | -           | -           | 15+    | 4+     |
| Genn. 2018                     | AGSM Verona                    | A                              | 8          | 3          | CI              | 2               | 0               | -                  | -                  | -                  | -           | -           | -           | 10     | 3      |
| 2018-2019                      | Verona                         | A                              | 19         | 0          | CI              | 3               | 1               | -                  | -                  | -                  | -           | -           | -           | 22     | 1      |
| 2019                           | Fart                           | TS                             | 4          | 0          | CN              | ?               | ?               | -                  | -                  | -                  | -           | -           | -           | 4+     | 0+     |
| Genn. 2020                     | Florentia S.G.                 | A                              | 4          | 0          | CI              | 1               | 0               | -                  | -                  | -                  | -           | -           | -           | 19     | 2      |
| 2020-2021                      | Florentia S.G.                 | A                              | 16         | 2          | CI              | 3               | 0               | -                  | -                  | -                  | -           | -           | -           | 5      | 0      |
| Totale Florentia San Gimignano | Totale Florentia San Gimignano | Totale Florentia San Gimignano | 20         | 2          | -               | 4               | 0               | -                  | -                  | -                  | -           | -           | -           | 24     | 2      |
| 2021-2022                      | Sampdoria                      | A                              | 10         | 1          | CI              | 2               | 0               | -                  | -                  | -                  | -           | -           | -           | 12     | 1      |
| gen.-giu. 2023                 | Torres                         | B                              | 16         | 0          | CI              | -               | -               | -                  | -                  | -                  | -           | -           | -           | 16     | 0      |
| 2023-2024                      | Ternana                        | B                              | 4          | 0          | CI              | 2               | 0               | -                  | -                  | -                  | -           | -           | -           | 6      | 0      |
| Totale carriera                | Totale carriera                | Totale carriera                | 96         | 10         | -               | 13+             | 1+              | -                  | -                  | -                  | -           | -           | -           | 109+   | 11+    |